# Науменко, Вячеслав Григорьевич
Вячеслав Григорьевич Науменко (25 февраля 1883 — 30 октября 1979) — русский офицер, кубанский казак, участник Первой мировой и Гражданской войны в рядах Белой армии. С 1920—1958 Войсковой атаман Кубанского казачьего войска в Зарубежье, действительный член Главного управления казачьих войск Имперского министерства оккупированных восточных территорий нацистской Германии.

## Биография
- 25.02.1883 — родился в станице Петровской Кубанской области, православный христианин;
- 1901 — окончил Воронежский Михайловский кадетский корпус;
- 18 октября 1902 — произведён в унтер-офицеры;
- 21 января 1903 — в портупей-юнкер;
  - 1903 — окончил Николаевское кавалерийское училище по 1 разряду, произведён в хорунжие 1-го Полтавского полка Кубанского казачьего войска;
- 18 сентября 1904 окончил стажировку на «отлично» (саперного подрывное дело) переведён в 5-ю сотню на должность младшего офицера;
- 8 марта — 11 мая 1905 находился в командировке во 2-м Кавказском сапёрном батальоне изучал телеграфное дело, при испытании показал «хорошие» успехи;
  - С 24 августа по 6 ноября 1905 командирован в Саратов, где принимал участие в военно-конской переписи;
- 3 января 1906 — назначен заведующим нестроевыми нижними чинами;
  - С 15 декабря 1906 — начальник полковой учебной команды;
  - Октябрь-ноябрь 1906 прикомандирован к Конвою Наместника Его Императорского Величества и Главнокомандующего на Кавказе графа И. И. Воронцова-Дашкова и сопровождал его в поездках по Кавказу. Был премирован серебряным бокалом с дарственной надписью «За безупречную службу»;
- 1 июня 1907 — произведён в сотники;
  - 10 сентября 1907 — назначен на должность полкового адъютанта 1-го Полтавского полка ККВ;
- 14 октября 1909 переведён в кадр 2-го Полтавского полка;
  - 25 октября 1909 прикомандирован к войсковому штабу ККВ;
  - 1909 безуспешно пытался поступить в Академии генерального штаба;
- 8 августа 1910 повторно командирован в академию для держания экзамена;
  - 5 октября 1910 г. произведён в подъесаулы, но в академию не принят по конкурсу;
  - 20 октября того же года возвращается из командировки в полк;
- 1914 — окончил Николаевскую академию Генерального штаба по 1 разряду и за отличие в науках награждён орденом Св. Станислава 3 ст., причислен к Генеральному штабу, по месту службы — штаб Кавказского ВО;
  - 22 июля 1914 — получает назначение в 1-ю льготную Кубанскую (позднее 1-ю Кубанскую казачью) дивизию, на должность старшего адъютанта штаба дивизии;

### Первая мировая война

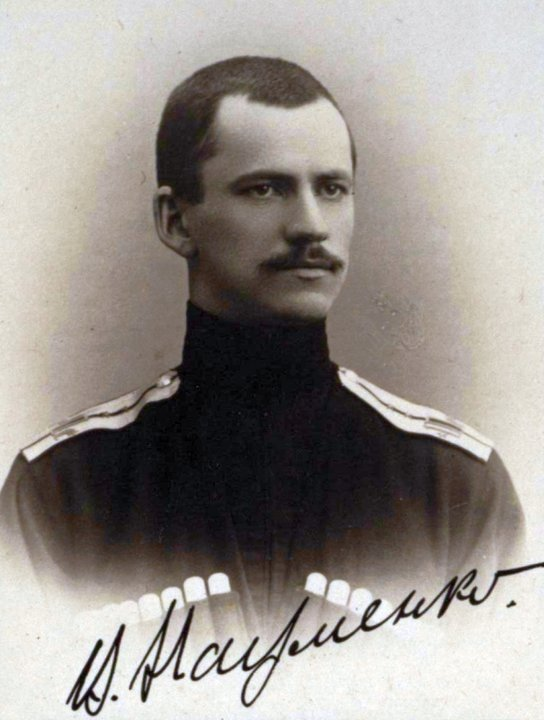

- 1 августа 1914 — в штабе 1-й Кубанской казачьей дивизии и начальник штаба 4-й Кубанской дивизии в чине войскового старшины, Начальник Полевого штаба командующего казачьими войсками;
  - 30 августа 1914 — ранен в ногу, но остался в строю, бой под г. Стрый (Галиция);
- 9 февраля 1917 — назначен офицером для поручений при штабе 31-го армейского корпуса;
  - 2 апреля 1917 — подполковник;
  - 14 августа 1917 — назначен на должность старшего адъютанта отделения генерал-квартирмейстера штаба Особой армии.

### Кубань
- 28 октября 1917 — начальник Полевого штаба войск Кубанской области;[1]
- 22 февраля 1918 — сделал обстоятельный доклад о складывающейся оперативной обстановке. На основании чего было принято решении об эвакуации из Екатеринодара Кубанского Войскового правительства и Кубанской рады и идти на соединение с генералом Корниловым;
- 4 марта 1918 года В. Г. Науменко производится в чин полковника, и дальнейшая его военная карьера развивалась в рядах Добровольческой армии и Вооруженных Сил Юга России.

### Гражданская война
- В Белом движении: участник 1-го Кубанского (Ледяного) похода Добровольческой армии.
  - 10 марта 1918 — в бою под аулом Вочепший Кубанской области;
  - 11-12 марта 1918 — в бою под ст. Калужской Кубанской области.
  - С 3 мая по 7 июня 1918 — в походе Добровольческой Армии исполнял обязанности начальника штаба Кубанского конного отряда и казачьей бригады генерала Покровского. Участвовал в обеспечении левого фланга Армии, расположенного в районе станицы Мечетинской и Егорлыкской Донской области;
  - 8 июня 1918 — назначен командиром 1-го Кубанского полка[2].
  - 2 августа 1918 — во главе 1-го Кубанского полка[3] принимал участие в освобождении столицы Кубани Екатеринодара;
  - Сентябрь 1918 — назначен командиром 1-й конной бригады в 1-й конной дивизии барона Генерала Врангеля с переводом на Армавирское направление;
  - 8 ноября 1918 — за боевые отличия представлен Генералом Врангелем к производству в чин генерал-майора;[4]
  - 19 ноября 1918 — возглавил 1-ю конную дивизию;
  - декабрь 1918 — назначен членом Кубанского краевого правительства по военным делам;
- 1 февраля 1919 — избран Походным атаманом Кубанского казачьего войска;
  - В сентябре 1919 — под давлением «самостийщиков» радикального правительства Кургановского П. И. и обострением политической борьбы между руководством Добровольческой армии и проукраинской частью Кубанской Рады, ушёл в отставку с этих постов. В резерве ВСЮР;
  - 14.09-11.10.1919 — Командир 2-го Кубанского корпуса (сменил генерала Улагая);[5]
  - 11 октября 1919 — Эвакуирован из Сочи в Крым в Русской армии генерала Врангеля;
- В апреле 1920 — участвовал в десанте на Тамань под руководством генерала Улагая;
  - 27.07 — 24.08.1920 — Командир 1-й кавалерийской дивизии Русской армии в Крыму;
  - 09.09 — 01.10.1920 — Командир Конной группы (после гибели генерал Бабиева)
  - 03 октября 1920 — Ранен, в Заднепровской операции, сдал командование генералу Чеснакову;

### Эмиграция
- Эмигрировал с казачьими частями из Крыма на остров Лемнос (Греция)- где был избран Атаманом Кубанского казачьего войска, затем перебрался в Сербию;
  - С 1920—1958 — на должности Войскового Атамана в Зарубежье (38 лет);
- 1943 — в Белграде с атамана эмигрантского Кубанского казачьего войска Вячеслава Науменко, сотрудничавшего с нацистской Германией в годы Второй Мировой Войны, а в первой половине 1944 года германское руководство перевело его в Берлин, где он работал в Главном управлении казачьих войск вермахта, а позже присоединился к коллаборационистскому Комитету освобождения народов России генерала Власова[источник не указан 2531 день].
- 1944 — выехал в Германию, но вскоре направился в Северную Италию, где в Тироле сдался американцам. Через некоторое время был отпущен к семье в город Кемптен;
- 1949 — прибыл пароходом в США, привезя с собой регалии Кубанского казачьего Войска и казачий архив. Несколько месяцев велось расследование его деятельности в Югославии во время германской оккупации и в Главном управлении казачьих войск в Берлине. Дознание не установило состава преступления в его действиях. Получив разрешение на жительство в США, поселился под Нью-Йорком;
- 1958 — сложил с себя полномочия атамана, занимался исследованием истории Кубанского казачьего войска;
- 30.10.1979 — умер в доме престарелых Толстовского фонда под Нью-Йорком, США.

Личность В. Г. Науменко в исторической литературе и исследованиях оценивается весьма спорно и неоднозначно, однако его роль в истории казачества бесспорно велика. В. Г. Науменко — яркий представитель казачества и выразитель его идеологии.
Похоронен на кладбище Успенского женского Новодивеевского монастыря в Нанует, Нью-Йорк.

## Награды
- орден Св. Станислава 3 ст. — «за отличие в науках» (1914)
- орден Св. Анны 4 ст. с надписью «За храбрость» — (ВП № 235 от 15.12.1914)
- Георгиевское оружие (ВП № 252 от 24.12.1914)
- орден Св. Анны 3 ст. с мечами и бантом — «за Карпатский переход дивизии и отличие в бою под Майданкой 25.09.1914» (ВП № 274 от 7.02.1915)
- орден Св. Станислава 2 ст. с мечами — «за участие в бою под Надворной и у с. Гвоздь 16 и 17 сентября 1914 г.» (ВП от 6.04.1915)
- орден Св. Владимира 4 ст. с мечами и бантом — «за то, что в бою 30 августа 1914 под Стрыем, будучи ранен, остался в строю, продолжая исполнять свою обязанность» (ВП от 6.03.1915)
- Французская военная медаль (ВП по дивизии за № 77 п.1, 1915)
- орден Св. Анны 2 ст. с мечами (ВП по 10 армии за № 177 от 29.01.1916)
- Высочайшее Благоволение (ВП от 7.02.1917).

### Аттестация
- 1911 год.

«К службе относится с усердием и любит её. Здоров; военно-походную жизнь переносит свободно. Энергичен, решителен. Ездит верхом очень смело. Иногда бывает забывчив и не сосредоточен, но очень деятелен и сообразителен. Со всякой работой разбирается свободно. Больше любит полевую работу…».
- 1914 год.

«К делу службы относится с любовью и горячо. Пробелы опытности успешно устраняются остротой ума и той живости, которые характеризуют в нем кавалерийского офицера. Совершено здоров. О нижних чинах заботлив. Толков, распорядителен, смел, но корректен. Отважный ездок, и вид на коне привлекательного казака. Теоретически знаком со сводом главнейших правил военного дела, что в связи к этому делу заметно развивает его кругозор. Вообще он видимо любит военное дело, строг тоже, ищет разъяснений, любит поспорить, силен духом. При живости характера ощущает перемены служебного роста. Отличный товарищ. Счастлив в семье».

### Наградной лист
- О даровании 2-х лет старшинства за выслугу

«В течение целого года капитан Hayменко на моих глазах непрерывно нес боевую службу, всегда был образцом беззаветного мужества и поразительной добросовестности. Это выдающийся боевой офицер Генерального штаба».генерал-лейтенант П.А.Стахович 30 августа 1914. 

- Георгиевское оружие

«В бою под Делятиным утром 25 октября 1914 положение отряда было чрезвычайно тяжёлое: ночной атакой австрийцы сбили правый фланг и заняли высоту 614. Два с четвертью батальона, десять сотен и восемь орудий занимали страшно растянутую позицию. Правый фланг был сбит и шел параллельно пути отступления, вся внутренность позиции обстреливалась ружейным огнём. Так как части заняли свои позиции после ночного боя, то важнее всего было разобраться в обстановке, и разместить свои силы возможно рациональнее, чтобы додержаться на позиции до полудня, когда ожидалось подкрепление. С рассветом, когда австрийцы возобновили своё наступление, я вышел на позицию и совершенно не мог определить, как стоят части. Я немедленно поручил исполняющему обязанности начальника штаба отряда подъесаула Науменко обойти всю позицию и дать указание, как именно надо расположить войска. Подъесаул Науменко доблестно, самоотверженно исполнил это важное поручение. Он пешком, под страшно сильным ружейным огнём противника обошел всю позицию до крайнего его правого фланга, прислал несколько обстоятельных донесений, которые меня ориентировали в обстановке, а главное, исправил расположение рот и разъяснил лично всем начальникам участков обстановку. Это искусное и храброе исполне¬ние моего поручения дало возможность отряду удержаться до подхода подкреплений, а мне разумно распорядиться этими подкреплениями. Словом это дало отряду победу». Начальник 1-й льготной Кубанской казачьей дивизии генерал-лейтенант П.А.Стахович.
- Наградной отдел штаба 8-й армии

«Представление капитана Науменко ордену Владимира четвертой направлено главный Штаб 21 декабря 1914 г. номером 6370. Результат неизвестен. Наградное 71415.». Тел-ма от 12.01.1916 г. в штаб 1-й Кубан.див.
«Капитан Науменко награждён орденом Анны третьей мечами бантом приказом по 8-й армии 1915 года 7 февраля, номер 274. Орденом Станислава второй высочайшим приказом шестого апреля 1915 г. номер 338.».Тел-ма от 15.01.1916 г. в штаб 1-й Кубан.див..